# نيني (لاعب كرة قدم مواليد 1942)
نيني (بالبرتغالية: Cláudio Olinto de Carvalho) هو لاعب كرة قدم ومدرب كرة قدم برازيلي في مركز الوسط، ولد في 1 فبراير 1942 في سانتوس في البرازيل، وتوفي في 3 سبتمبر 2016 في كابوتيرا في إيطاليا. شارك مع منتخب البرازيل لكرة القدم. أما مع النوادي، فقد لعب مع نادي سانتوس ونادي كالياري ويوفنتوس.

## وصلات خارجية
- نيني (لاعب كرة قدم مواليد 1942) على موقع قاعدة بيانات كرة القدم.إي يو (الإنجليزية)
- نيني (لاعب كرة قدم مواليد 1942) على موقع عالم كرة القدم.نت (الإنجليزية)